# Flavius Afranius Syagrius
Ne doit pas être confondu avec Flavius Syagrius ou Syagrius.
Flavius Afranius Syagrius était un personnage important de l'Empire romain dans la deuxième moitié du IVe siècle.

## Biographie
Membre de la famille des Syagrii originaire de Syrie, liée à la dynastie Vespasienne, probablement fils d'Ægidius Afranius le dernier magister militum per Gallias Romain. Né en Gaule, à Lyon, il commença sa carrière vers 365 comme notarius sous Valentinien Ier, puis tomba en disgrâce pendant quelques années.
S'étant lié avec Ausone, qui le soutint, il devint magister officiorum du palais de Gratien. En 379 il fut proconsul d'Afrique, puis préfet de Rome en 381, préfet du prétoire d'Italie et enfin consul en 382 avec son ami Flavius Claudius Antonius (dit Afranius Flacillus Ælianus Afranii).
Il avait un grand goût littéraire, était lui-même poète d'après Sidoine Apollinaire et fut peut-être l'élève d'Ausone. Il était également un ami de Symmaque.
Son tombeau monumental se trouvait à l'entrée de Lyon.
L'Histoire littéraire de la France lui consacre un chapitre.